# Entraigues-sur-la-Sorgue
Entraigues-sur-la-Sorgue – miejscowość i gmina we Francji, w regionie Prowansja-Alpy-Lazurowe Wybrzeże, w departamencie Vaucluse.
Według danych na rok 1990 gminę zamieszkiwało 5788 osób, a gęstość zaludnienia wynosiła 349 osób/km² (wśród 963 gmin regionu Prowansja-Alpy-W. Lazurowe Entraigues-sur-la-Sorgue plasuje się na 120. miejscu pod względem liczby ludności, natomiast pod względem powierzchni na miejscu 566.).